# أرغالاستي
أرغالاستي (Αργαλαστή) هي مدينة في ماغنيسيا في مقاطعة فوريا إلادا في اليونان.
يبلغ عدد سكانها حوالي 1206 نسمة.